# Конфедерация бейсбола Океании
Конфедерация бейсбола Океании (англ. Baseball Confederation of Oceania, сокр. ВCO) — структура, управлявшая бейсболом в странах Австралии и Океании. Объединяла 14 национальных федераций. Представляла Всемирную конфедерацию бейсбола и софтбола (WBSC) в регионе. В 2017 объединилась с Конфедерацией софтбола Океании (SCO) в организацию WBSC Океания.

## История
Конфедерация бейсбола Океании (ВCO) была основана в 1989 году на учредительном Конгрессе, прошедшем в Мельбурне (Австралия). В 1999 состоялся первый чемпионат Океании по бейсболу, а также дебют бейсбола в программе Южнотихоокеанских игр.
В октябре 2017 на совместном Конгрессе BCO и SCO провозглашено объединение Конфедерации бейсбола Океании и Конфедерации софтбола Океании в единую организацию — WBSC Океания.

## Структура ВCO
Высшим орган Конфедерации бейсбола Океании был Конгресс. Для решения задач, поставленных Конгрессом перед ВCO, а также уставных требований, делегаты Конгресса избирали Исполнительный комитет (Исполком), который проводил в жизнь решения Конгресса, а также организовывал повседневную деятельность ВCO. Руководил работой Исполкома президент ВCO.

### Руководство ВСО
- Роберт Стеффи — президент ВСО
- Лоран Кассье — 1-й вице-президент
- Виктор Лангкильд — 2-й вице-президент
- Чет Грей — генеральный секретарь

## Официальные соревнования
В рамках своей деятельности Конфедерация бейсбола Океании отвечала за проведение следующих турниров:
- Чемпионаты Океании среди национальных сборных команд;
- Бейсбольные турниры в рамках Тиоокеанских игр;
- Чемпионаты Океании среди сборных различных возрастов (до 21 года, до 18, 15 и 12 лет).

## Члены ВCO
| - Австралия - Американское Самоа - Гуам - Острова Кука - Маршалловы Острова - Новая Зеландия - Новая Каледония | - Палау - Папуа — Новая Гвинея - Самоа - Северные Марианские острова - Соломоновы Острова - Федеративные Штаты Микронезии - Фиджи |

## Наблюдатель
- Тонга